# Blue note
Nel jazz e nel blues, la blue note (detta anche nella terminologia inglese "worried" note) corrisponde al IV grado innalzato (quarta eccedente) della pentatonica. Nella scala blues, prendendo ad esempio Do, si avrà la seguente costruzione: C - Eb - F - F# - G - Bb - C. 
Il significato dell'aggettivo inglese blue è connesso all'associazione tra il colore blu e un senso di nostalgia e tristezza tipico della musica afro-americana, così come essa era percepita dall'orecchio di uditori europei abituato alla dicotomia maggiore-minore.
L'origine della blue note è da ricercarsi nelle scale non temperate utilizzate dagli schiavi afro-americani (in particolare la scala pentatonica), che dettero origine alla scala blues.
Queste note, utilizzate tipicamente in una cornice armonica di accordi maggiori, creano quell'atmosfera di indefinitezza tonale caratteristica del blues e della musica folk statunitense e britannica.

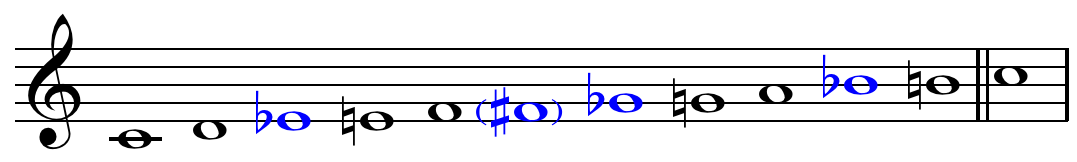
Blue notes (raffigurate in blu)

In particolare il secondo grado della scala blues, quando viene suonato calante, è una blue note.
Ad esempio, la scala blues di Do è composta da:
Do, Mi♭ (blue), Fa, Fa♯, Sol, Si♭
dove il Mi♭ è una nota a metà strada tra Mi naturale e Mi bemolle e dista dalla tonica una terza maggiore lievemente calante. Per estensione, vengono definite blue note anche altre note quando vengono suonate calanti.
Nelle prime manifestazioni, le principali blue note erano la citata terza minore e la sottotonica (il settimo grado della scala diatonica), in questo modo:
Do, Mi♭ (blue), Fa, Fa♯, Sol, Si♭ (blue)
Negli anni quaranta venne data molta enfasi alla dominante trattata come blue note (intervallo di quinta calante) dai jazzisti bebop:
Do, Mi♭ (blue), Fa, Fa♯ (blue), Sol, Si♭ (blue)
Per traslato, viene considerata blue anche la transizione Mi-Mi♭ che, in un blues in Do, occorre tra le misure I e II armonizzate con gli accordi Do7 e Fa7.
La tipica ambiguità tonale del blues risiede inoltre anche nell'armonizzazione che, fra l'altro, si discosta dal concetto europeo, classico, di "tonalità". In primis, nel blues maggiore, sull'accordo di I grado, maggiore – o meglio, maggiore con settima minore – (ad esempio, in un blues in do, Do7), viene suonata una qualche melodia che effettivamente presenta la terza minore, o, al più, terza "blue note": la pentatonica blues infatti è una pentatonica minore cui si aggiunge la quinta diminuita (quarta aumentata). In secondo luogo, il continuo uso di accordi di dominante, cioè di accordi maggiori con settima minore, contenuti in intervallo di tritono, genera allo stesso tempo riposo e necessità di risoluzione: questo è particolarmente evidente sul primo grado, armonizzato come I7; per esempio, in un blues in do si inizia con Do7, accordo che qua esprime sia riposo (è il centro tonale del brano) che tensione (tende a risolvere sul quarto grado). Ciò risulta in contrasto con l'armonia classica occidentale: un accordo di Do7 sottintende, generalmente, la tonalità di Fa (maggiore o minore), di cui è l'accordo di dominante. Ecco che allora il blues è già di per sé una delle prime esperienze musicali dal chiaro sapore modale, dato dall'incessante riferimento al modo Misolidio (estensione con nona maggiore, undicesima giusta e tredicesima maggiore di un accordo di settima).
Le tecniche dei musicisti per eseguire, sfruttare ed enfatizzare le blue note sono le più varie: i cantanti spesso utilizzano un piccolo portamento giocando tra la nota blue e quella "temperata", lo stesso fanno i trombonisti mediante il glissando.
I chitarristi usano la tecnica del bending, stirando le corde col polpastrello, mentre i pianisti a volte suonano entrambi i semitoni vicini (ad esempio Mi naturale e Mi♭ insieme).

## Esempi notevoli
- Henry Mancini, Theme from Peter Gunn (la linea del basso, che si ripete costantemente per tutto il brano, sfrutta l'ambiguità tonale della terza, mentre la melodia presenta sia la terza che la quinta "blue"). Questo standard caratterizza assieme a Sweet Home Chicago il film The Blues Brothers.